# 来艳
来艳（2世紀—178年），字季德，南阳郡新野县（今河南省新野县）人，东汉时期人物。

## 生平
年轻好学，精通儒术，礼交士人。开始在乡里开馆授经，门下学子众多。后来被人推荐，官至太常。汉灵帝建宁四年（171年）四月，来艳代桥玄任司空，七月，因灾异卸任。光和元年（178年）四月，来艳代陈耽任司空。九月，来艳在任上去世，袁逢继任。

## 家族
来艳世为南阳著名望族，家世可追至七世祖。
- 七世祖：谏大夫来仲，刘钦的姑父，汉光武帝的姑祖父
- 六世祖：征羌侯来歙
- 五世祖（高祖父）：征羌侯来褒
- 曾祖父：征羌侯来稜
- 曾祖母：劉惠
- 祖父：征羌侯来历
- 父亲：征羌侯来定
- 母亲：平氏公主刘直得
- 兄：征羌侯来虎
- 女婿：关内侯黄琬
- 子：虎贲中郎将来敏
- 孙：参军来忠